# Thesium crassipes
Thesium crassipes är en sandelträdsväxtart som beskrevs av Robyns & Lawalree. Thesium crassipes ingår i släktet spindelörter, och familjen sandelträdsväxter. Inga underarter finns listade i Catalogue of Life.